# Weihnachtself

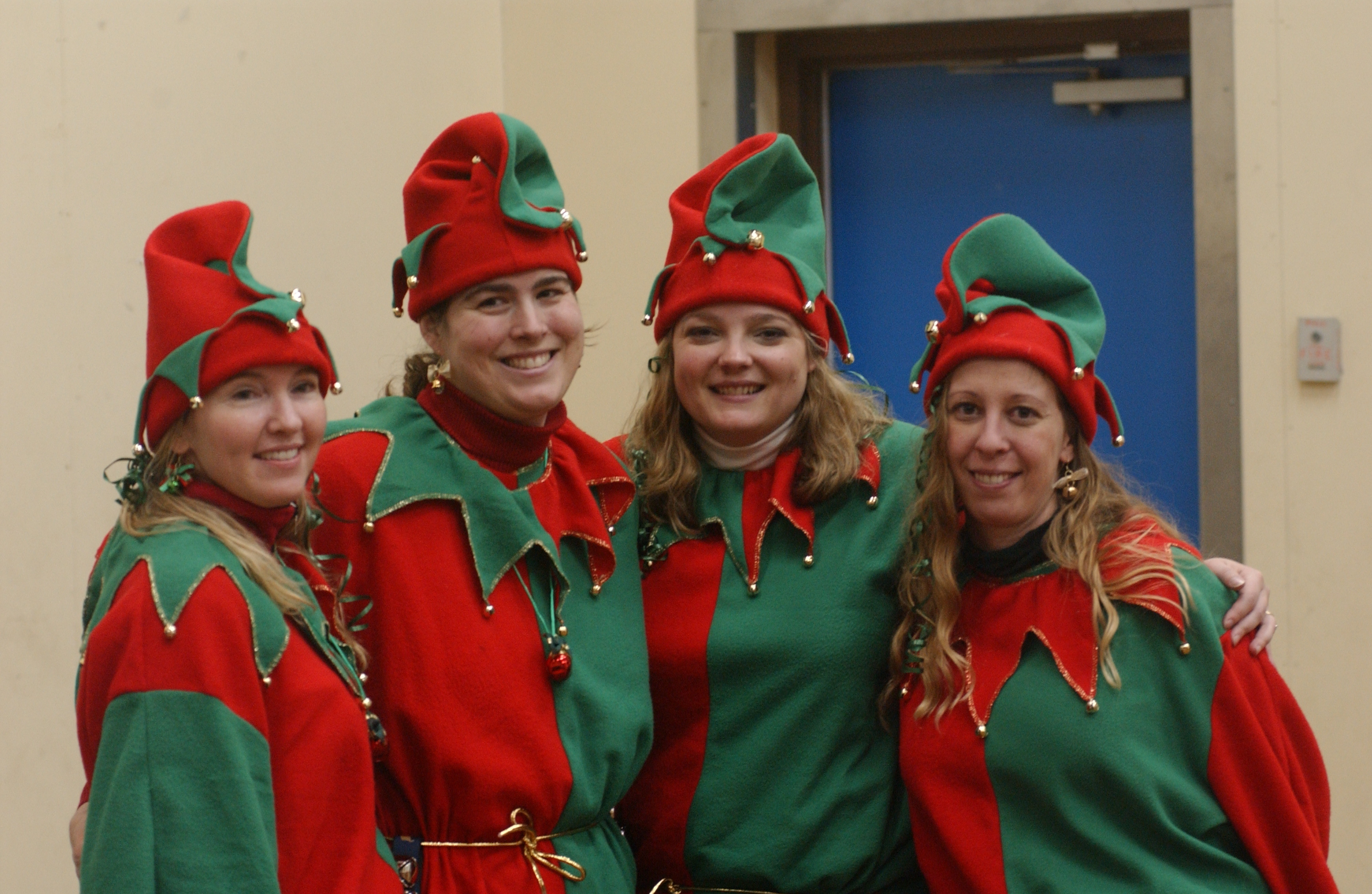
Elfen helfen dem Weihnachtsmann, Geschenke zu verteilen und Kinder an Weihnachten aufzuheitern

Ein Weihnachtself ist in der Folklore der USA, Kanadas, Irlands und Großbritanniens ein Helfer des Weihnachtsmanns. Weihnachtselfen werden oft in grünen oder roten Anzügen mit großen, spitzen Ohren und langen Mützen dargestellt. Die Aufgabe der Elfen sei die Herstellung der Spielzeuge in der Werkstatt des Weihnachtsmanns und die Pflege des Rentiers.

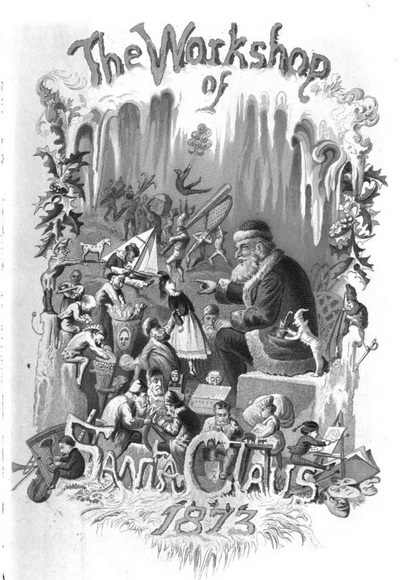
The Workshop of Santa Claus (1873)

Die Idee, einen solchen Arbeitsplatz zu schaffen, hatte offenbar Thomas Nast, vielleicht aus nostalgischer Sicht auf die handwerkliche Herstellung von Spielzeug vor der Fabrik-Produktion. 
Doch Elfen existierten schon in der viktorianischen Literatur. Die Elfen des Weihnachtsmanns (englisch: Santa's Elves) erschienen bereits 1856 bei Louisa May Alcott in ihrem Buch mit dem Titel „Christmas Elves“ (deutsch: Weihnachtselfen), das ihre jüngste Schwester May illustrierte und der Vater Amos Bronson Alcott half bei der Vorbereitung des Manuskripts. Doch man fand keinen Verleger. Elfen wurden dann 1873 auch in einem Stich in Godey's Lady's Book abgebildet, wie sie den Weihnachtsmann bei der Arbeit umgeben. Zusätzliche Bekanntheit erlangten die Weihnachtselfen 1876 durch Edward Egglestons Stück „The House of Santa Claus, a Christmas Fairy Show for sunday schools“ (deutsch: Das Haus von Santa Claus, eine Weihnachtsfeenschau für Sonntagsschulen).

## In anderen Ländern
Eine vergleichbare Figur ist der Zwarte Piet in den Niederlanden. In Island hingegen gibt es mehrere Weihnachtsgesellen, die 13 Jólasveinar.